# Tyler Dorsey
Tyler Quincy Dorsey (griechisch Τάιλερ Κουίνσι Ντόρσεϊ, * 18. Februar 1996 in Pasadena, Kalifornien) ist ein US-amerikanisch-griechischer Basketballspieler, der bei einer Körpergröße von 1,96 m vorwiegend auf den Positionen des Point Guards bzw. des Shooting Guards eingesetzt wird.

## Karriere

### Schulzeit
Dorsey spielte als Schüler zunächst an der St. John Bosco High School in Bellflower (US-Bundesstaat Kalifornien). Sein Abschlussjahr verbrachte er an der Maranatha High School in seiner Heimatstadt Pasadena. Dort brachte er es auf durchschnittlich 34 Punkte, 10,4 Rebounds, 3,7 Assists und 1,9 Steals pro Spiel. Insgesamt erzielte in seiner Saison als Senior (Abschlussjahr), 17 Double-Doubles und ein Triple-Double. Dafür wurde er als Spieler des Jahres im Bundesstaat Kalifornien ausgezeichnet (Gatorade State Player of the Year Award for California).

### NCAA
Der von mehreren Hochschulen umworbene Dorsey entschied sich, an der University of Oregon zu studieren. Dort spielte er unter der Leitung von Trainer Dana Altman für die Oregon Ducks. Mit diesen erreichte er als Freshman (Debütsaison) 2015/16 das Endspiel der Pacific-12 Conference, in welchem sich die Ducks mit 88:57 gegen die Auswahl der University of Utah durchsetzten. Für seine Leistungen wurde Dorsey ins All-Freshman Team der Pacific-12 Conference und zudem ins Pac-12 All-Tournament Team berufen. Mit diesem Sieg qualifizierte er sich mit seiner Mannschaft für die nationale Hochschulmeisterschaft, auch bekannt als March Madness. Die Ducks erreichten das Endspiel der Region West und standen damit unter den besten acht Mannschaften, die sogenannten Elite Eight. Dort unterlagen sie mit 68:80 den Oklahoma Sooners und schieden damit im Wettbewerb um die Meisterschaft aus, die anschließend von den Villanova Wildcats gewonnen wurde. In 38 ausgetragenen Spielen kam Dorsey in 36 Spielen zum Einsatz und stand dabei 35 mal in der Startaufstellung der Ducks. Zwei Spiele hatte er verletzungsbedingt aussetzen müssen. Durchschnittlich brachte er es auf 13,4 Punkte und 4,3 Rebounds je Spiel.
Auch in seiner Sophomore-Saison erreichte Dorsey mit den Ducks das Endspiel der Pac-12 Conference, dort unterlag die von ihm und Dillon Brooks angeführte Mannschaft jedoch den Arizona Wildcats mit 80:83. Dorsey wurde für seine Leistungen ein weiteres Mal im Pac-12 All-Tournament Team berücksichtigt. In der folgenden Hochschulmeisterschaft stieß er mit seiner Mannschaft bis in das abschließende Final Four des Turniers vor, das die Ducks zuvor zuletzt vor 78 Jahren (1939) erreicht hatten. In der Runde der letzten vier Mannschaften traf Dorsey mit Oregon vor 77 612 Zuschauern im University of Phoenix Stadium auf die North Carolina Tar Heels, denen sie mit 76:77 knapp unterlagen. In den fünf Spielen während der Meisterschaftsendrunde war Dorsey jeweils erfolgreichster Werfer seiner Mannschaft. In all diesen Spiele erzielte er mindestens 20 Punkte, was ihn auf einen Schnitt von 23,8 Punkte (und 4,4 Rebounds) je Spiel brachte. Über die ganze Saison stand er bei 39 Einsätzen jeweils in der Anfangsaufstellung und erzielte im Mittel 14,6 Punkte und 3,5 Rebounds je Spiel. Unmittelbar nach dem Ausscheiden seiner Mannschaft ließ Dorsey verkünden, kein drittes Jahr für die Ducks spielen zu wollen, sondern sich stattdessen für den NBA Draft von 2017 anzumelden. In diesem wurde er dann in der zweiten Runde von den Atlanta Hawks ausgewählt.

### Profilaufbahn
Nach insgesamt 104 NBA-Einsätzen (83 für Atlanta, 21 für die Memphis Grizzlies), in denen er im Durchschnitt 6,7 Punkte je Begegnung erzielt hatte, verließ Dorsey die Vereinigten Staaten und wechselte 2019 zu Maccabi Tel Aviv nach Israel. 2020 und 2021 wurde er mit der Mannschaft israelischer Meister. In der israelischen Liga wies Dorsey im Spieljahr 2019/20 einen Mittelwert von 12,9 und 2020/21 von 11,7 Punkten je Begegnung auf. Er trat mit Maccabi des Weiteren in der EuroLeague an. Im August 2021 wurde er von Olympiakos Piräus verpflichtet. 2022 wurde er mit der Mannschaft griechischer Meister, Dorsey erzielte in 32 Ligaeinsätzen während der Saison 2021/22 einen Punkteschnitt von 10,8 je Begegnung.
Ende Juli 2022 nahm ihn die NBA-Mannschaft Dallas Mavericks unter Vertrag. Er wurde Ende Dezember 2022 aus dem Aufgebot der Texaner gestrichen, nachdem er in drei NBA-Spielen eingesetzt worden war. Anfang März 2023 vermeldete Fenerbahçe Istanbul Dorseys Verpflichtung. 2024 wurde er türkischer Meister.
Dorsey entschloss sich zur Rückkehr zu Olympiakos Piräus, der Wechsel wurde Ende Juni 2024 verkündet. 2025 gewann er mit der Mannschaft die griechische Meisterschaft.

### Nationalmannschaft
Mit der griechischen U19-Auswahl nahm Dorsey an der Junioren-Weltmeisterschaft 2015 teil. Dort erspielte er sich in sieben Spielen durchschnittlich 15,9 Punkte, 5 Rebounds sowie 2 Steals. Für diese Leistungen wurde er unter die besten fünf Spieler des Turniers gewählt.
Im Sommer 2016 wurde er von Nationaltrainer Fotis Katsikaris in den griechischen A-Kader berufen. Sein Debüt gab er am 23. Juni 2016 in einem Freundschaftsspiel gegen die türkische Nationalmannschaft, das die Griechen mit 78:52 für sich entschieden.

## Persönliches
Tyler Dorsey, Sohn von Jerrid und Samia Dorsey (geborene Konstantinidou), besitzt aufgrund seiner griechischen Wurzeln mütterlicherseits neben der US-amerikanischen auch die griechische Staatsbürgerschaft.